# Hauteville-sur-Mer
Hauteville-sur-Mer ist eine französische Gemeinde mit 707 Einwohnern (Stand: 1. Januar 2022) im Département Manche in der Region Normandie. Sie gehört zum Arrondissement Coutances und zum Kanton Quettreville-sur-Sienne. Die Einwohner werden Hautais genannt.

## Geografie
Hauteville-sur-Mer liegt etwa 36 Kilometer westsüdwestlich von Saint-Lô und südlich der Halbinsel Cotentin etwas südlich der Flussmündung der Sienne in den Golf von Saint-Malo (Ärmelkanal). Umgeben wird Hauteville-sur-Mer von den Nachbargemeinden Montmartin-sur-Mer im Norden, Quettreville-sur-Sienne mit Hérenguerville im Osten sowie Annoville im Nordwesten.

## Bevölkerungsentwicklung
| 1962                       | 1968 | 1975 | 1982 | 1990 | 1999 | 2006 | 2018 |
| -------------------------- | ---- | ---- | ---- | ---- | ---- | ---- | ---- |
| 501                        | 537  | 580  | 597  | 558  | 615  | 629  | 690  |
| Quellen: Cassini und INSEE |      |      |      |      |      |      |      |

## Sehenswürdigkeiten

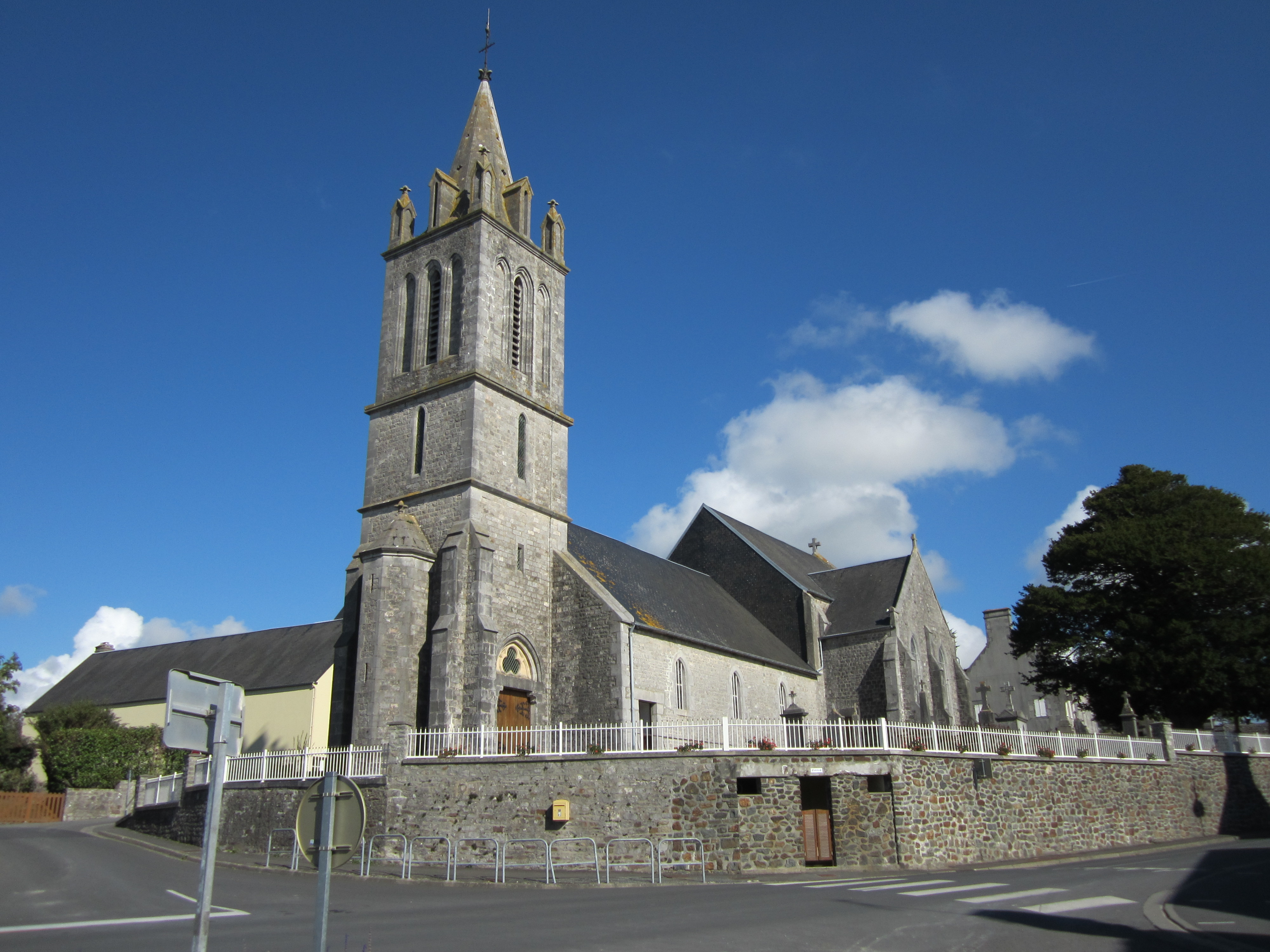
Kirche Notre-Dame

- Kirche Notre-Dame